# NBA hardship exception
Die NBA hardship exception, auf Deutsch die NBA Härtefall-Ausnahme, ist eine Verbandsregel in der National Basketball Association (NBA). Diese Ausnahme-Regel ermöglicht es einem NBA-Team zu den regulären 15 Kaderplätzen + zwei Zwei-Wege-Spielern einen zusätzlichen vorübergehenden Kaderplatz zu schaffen und zu besetzen, wenn bestimmte Bedingungen erfüllt sind. Der vorübergehende Kaderplatz muss bei der Liga beantragt und von ihr bewilligt werden.
Die Voraussetzungen dafür sind, dass mindestens vier Spieler länger als zwei Wochen dauerhaft erkrankt oder verletzt und damit spielunfähig sind, dass sie mindestens drei Spiele in Folge verpassen würden und auf der Verletztenliste (injury list) stehen. Dies muss von einem unabhängigen Arzt, nicht dem Mannschaftsarzt des jeweiligen Teams, bestätigt werden. Das Vorliegen der Voraussetzungen wird streng überwacht.
Die Härtefall-Ausnahme soll in letztendlicher Konsequenz dazu dienen, trotz einer hohen Verletzenzahl im jeweiligen Team, den regulären Spielbetrieb aufrechtzuerhalten und die betroffene Mannschaft nicht übermäßig zu benachteiligen. Es wird dadurch sichergestellt, dass die gängigen Spielerrotationen zwischen acht und zwölf eingesetzten Spielern weiterhin möglich bleiben.
Eine völlig neue Bedeutung erlangt die Regel auch in der COVID-19-Pandemie, wenn es zur Verschärfung der Covid-Sicherheitsprotokolle kommt oder wenn COVID-19-Ausbrüche mit entsprechenden Quarantänemaßnahmen stattfinden.
Wenn die Voraussetzungen erfüllt sind und der zusätzliche vorübergehende Kaderplatz bewilligt ist, wird der Platz von einem Spieler besetzt, der ein 10-Tage-Vertrag unterschrieben hat, der auch um einen weiteren 10-Tage-Vertrag verlängert werden kann.